# Marocký dirham
Marocký dirham (MAD) je současnou měnou v Maroku.
Jeden dirham se dělí na 100 centimů. Poprvé se v Maroku začal používat v roce 1960, kdy nahradil do té doby používaný frank. Frank však zůstal v oběhu do roku 1974, kdy jej v roli dílčí jednotky dirhamu nahradily centimy. Jeden marocký dirham se dělí na 100 santimatů. V současnosti tuto měnu používá kromě samotného Maroka ještě Západní Sahara.

## Historie
Slovo dirham pochází z řecké měny drachma. Idríský dirham, stříbrná mince, se razila v Maroku již za vlády dynastie Idrísiů v 8. až 10. století.

## Mince

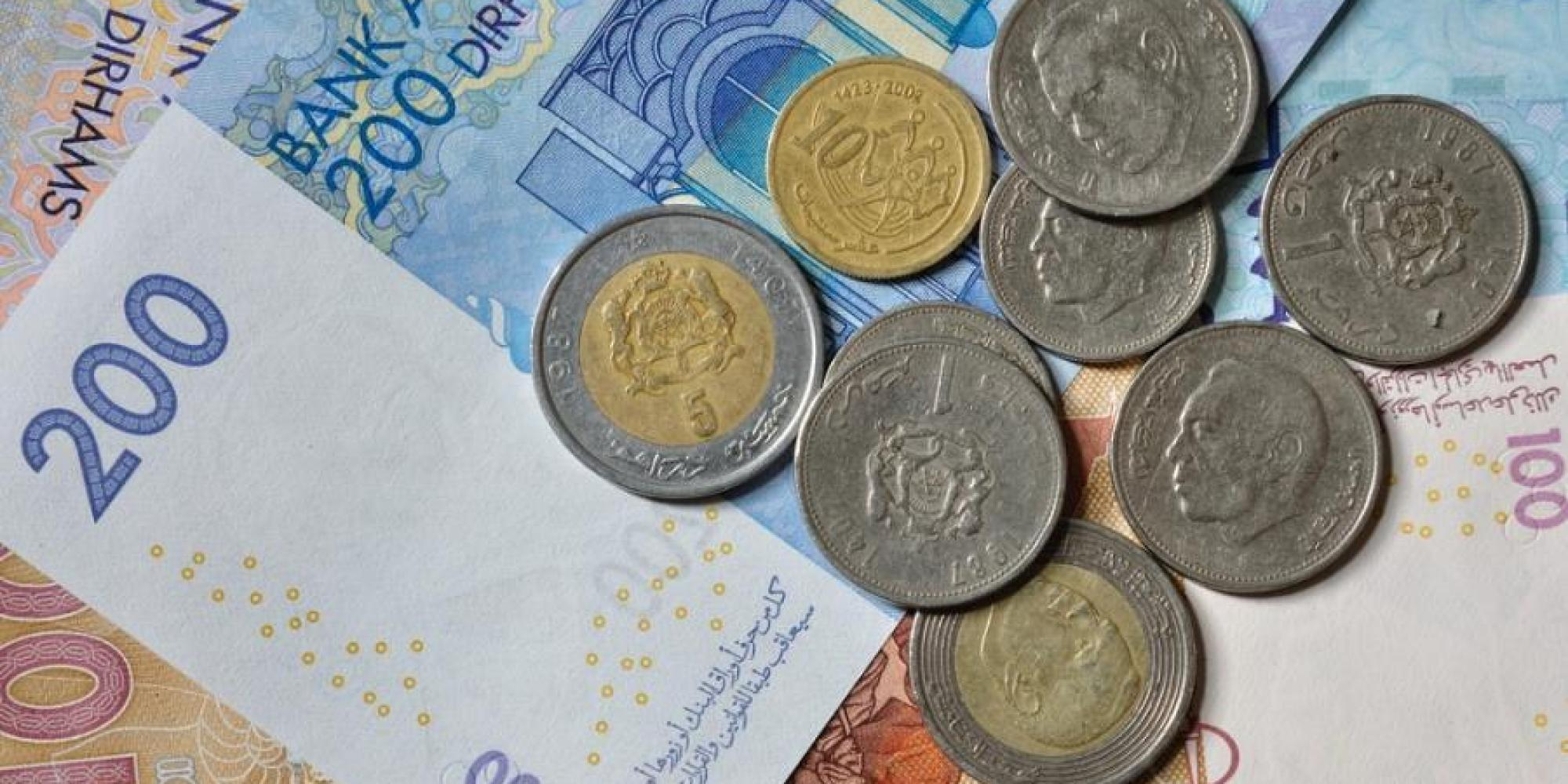
Mince dirhamu

Bankovky dirhamu

| Hodnota     | Avers                                        | Revers                                       |
| ----------- | -------------------------------------------- | -------------------------------------------- |
| 10 santimat | Znak království a nápis „Marocké království“ | Květ šafránu a včela                         |
| 20 santimat | Znak království a nápis „Marocké království“ | Lotosový květ a vzor představující Zemi      |
| 1⁄2 dirhamu | Znak království a nápis „Marocké království“ | Design zobrazující ryby v oceánu             |
| 1 dirhamů   | Muhammad VI.                                 | Znak království a nápis „Marocké království“ |
| 5 dirhamů   | Muhammad VI.                                 | Mešita Hasana II.                            |
| 10 dirhamů  | Muhammad VI.                                 | Město Boumalne Dadès                         |

## Bankovky
| Hodnota     | Avers                      | Revers |
| ----------- | -------------------------- | --- |
| 20 dirhamů  | Muhammad VI. a znak Maroka | Vlak jedoucí přes most Hassana II. přes řeku Bou Regreg v Rabatu; mešita Hassana II. a městské budovy v Casablance |
| 50 dirhamů  | Muhammad VI. a znak Maroka | Vodopády Ouzoud; arganový strom, ovoce a pták                                                                      |
| 100 dirhamů | Muhammad VI. a znak Maroka | Saharský stan; farma větrných turbín; tři velbloudi s jezdci na poušti                                             |
| 200 dirhamů | Muhammad VI. a znak Maroka | Nákladní loď, přístavní jeřáby a přepravní kontejnery v přístavu Tanger; maják a stromy na mysu Spartel v Tangeru  |